# Justine Colley
Justine Melissa Colley, coniugata Leger (East Preston, 19 giugno 1991), è un'ex cestista canadese.
È la cugina di Shay Colley.

## Carriera
Con il Canada ha disputato i Campionati americani del 2013.